# Sơn Lâm, Nghệ An
Sơn Lâm là một xã thuộc tỉnh Nghệ An, Việt Nam. Xã được hình thành trên cơ sở sáp nhập xã Ngọc Lâm và xã Thanh Sơn của huyện Thanh Chương trong đợt Sáp nhập tỉnh thành Việt Nam 2025.

## Địa lý
Xã Sơn Lâm có vị trí địa lý:
- Phía Đông giáp xã Tam Đồng và xã Hoa Quân;
- Phía Nam giáp xã Kim Bảng;
- Phía Tây giáp nước CHDCND Lào;
- Phía Bắc giáp xã Hạnh Lâm.

Xã Sơn Lâm có diện tích tự nhiên 162,94 km².

## Hành chính và tên gọi
Xã Sơn Lâm được thành lập theo Nghị quyết số 1678/NQ-UBTVQH15 của Ủy ban Thường vụ Quốc hội Việt Nam, ban hành ngày 16 tháng 6 năm 2025. Theo đó, sắp xếp toàn bộ diện tích tự nhiên, quy mô dân số của xã Ngọc Lâm và xã Thanh Sơn thuộc huyện Thanh Chương trước đây thành một xã mới có tên gọi là xã Sơn Lâm.
Sau sắp xếp xã có diện tích tự nhiên: 162,94 km², quy mô dân số: 12.331 người.